# Постоперативно повраћање
Постоперативно повраћање jе мучнина, напињање или повраћање које се јавља у току првих 24 до 48 часа наком операције. Како су постоперативна мучнина и повраћање веома непријатни они могу довести до компликација, и на њих треба мислити пре анестезије и операције и предузети све мере да се они спрече или правовремено сузбију.

## Дефиниције

### Мучнина
Мучнина је непријатан осећај који се односи на жељу за повраћањем која није повезана са експулзивним мишићним покретом.

### Повраћање
Повраћање је насилно избацивање чак и мале количине горњег желудачноцревног садржаја кроз уста.

## Епидемиологија
Учесталост постоперативне мучнине и повраћања је око 30% код свих оперисаних пацијената, и око 80% код пацијената под високим ризиком (непушачки статус, женски пол, повраћање после неке претходне операције и планирана постоперативна употреба опиоида за сузбијање бола).

## Етиопатогенеза
Постоперативно повраћање може да покрене више периоперативних фактора:
- бол - висцерални или карлични који је чест узрок постоперативног повраћања.[14][15]
- амбулација - зненадни покрети, промене положаја, транспорт од јединице за опоравак након анестезије до постхируршког одељења могу изазвати мучнину и повраћање код пацијената који су примали опиоидна једињења.[14][15][16][17]

- опиоиди примењени после анестезије, повећавају ризик за постоперативни бол на начин који зависи од дозе;[18] па се чини да овај ефекат траје све док се опиоиди користе за контролу бола у постоперативном периоду.[19]  Без обзира на начин примене, инциденција мучнине и повраћања је слична. Нестероидни антиинфламаторни агенси се могу користити у периоперативном периоду да би се смањила потреба за опиоидима
- инхалациони анестетици, који се користе у општој инхалационој анестезији (нпр азот-оксидул),[20][21]
- анксиозност,
- нежељена дејства лекова,[22][23]
- покретање пацијента.
- дуже трајање анестезије,
- операције жучне кесице и гинеколошке операције.[24][25]
- женски пол,
- ако особа није пушач,
- старост мања од 50 година,[26]
- повраћање приликом претходних операција или у оквиру кинетозе.

У ову реакцију укључено је више неуротрансмитерских система: 
- холинергички системи
- допаминергички системи,
- серотонергички системи,
- хистаминергички системи,
- неурокинински систем.

## Терапија
| Антиеметик / Место дејства                                                               | Доза и начин примене | Коментари |
| ---------------------------------------------------------------------------------------- | --- | --- |
| Ондансетрон, Зона медуларног хеморецептора Антагонист 5ХТ 3 рецептора                    | 4мг орално / ИВ сваких 8 сати | Ризик од продуженог КТ интервала, затвор. Избегавајте ако је урођени синдром дугог КТ-а.                                                                         |
| Прохлорперазин Зона медуларног хеморецептора Антагонист рецептора за допамин (Д2)        | 3–6 mg букално на сваких 12 сати или ИМ дубоко 12,5 mg као „једнократна“ доза (само ИМ пут, а не другим парентералним путевима). Код старијих пацијената - 3 mg букално сваких 12 сати или 6,25 mg ИМ као једнократна доза. | Екстрапирамидални нежељени ефекти - дистонична реакција. Смањење дозе код старијих пацијената због повећане подложности хипотензији и неуромишићним реакцијама.  |
| Циклизин Делује на центар за повраћање. Антагонист рецептора за хистамин (Х1)            | 50 mg орално / ИМ / ИВ сваких 8 сати. Избегавати орални пут ако постоји активно повраћање. Код старијих пацијената - 25 mg на сваких 8 сати.                                                                                | Избегавати код тешке срчане инсуфицијенције, порфирије. |
| Дексаметазон. Место радње непознато                                                      | 4 mg ИВ / ИМ појединачна доза | Ограничено за употребу од стране тима за акутне болове, дежурни анестезиолог. Опрез - акутни ректални бол са ИВ применом. Није лиценциран за ПОНВ.               |
| Дроперидол. Углавном антагонист допаминергичких рецептора у окидачкој зони хеморецептора | ИВ доза варира | Ограничено на употребу од стране анестезиолога консултаната. Средство треће линије за ПОНВ ако не реагује на друге антиеметике. Ризик од продужења КТ интервала. |

## Комбинована антиеметичка терапија
Комбинована терапија за профилаксу постоператвног повраћања је пожељнија од употребе само једног лека.  Комбинација лекова из различитих класа са различитим механизмом деловања примењује се ради оптимизоване ефикасности код одраслих са умереним до високим ризиком за постоператвно повраћање.
Фармаколошка комбинована терапија која се може користити је следећа:
- Дроперидол и дексаметазон

- Антагонист 5-ХТ3 рецептора и дексаметазон

- Антагонист 5-ХТ3 рецептора и дроперидол

- Антагонист 5-ХТ3 рецептора и дексаметазон и дроперидол.

Антагонисти 5-ХТ3 имају бољу антиеметичку ефикасност него против мучнине, али су повезани са главобољом. Ови лекови се могу користити у комбинацији са дроперидолом који има већу ефикасност против мучнине и повезан је са мањим ризиком од главобоље.
5-ХТ3 антагонисти се такође могу ефикасно комбиновати са дексаметазоном. Предложено је да када се користи као комбинована терапија, дозе дексаметазона не би требало да прелазе 10 мг ИВ, дозе дроперидола не би требало да прелазе 1 мг ИВ, а дозе ондансетрона код одраслих не би требало да прелазе 4 мг и могу бити много ниже.

## Превенција
У циљу превенције формираним упитницима на основу фактора ризика могуће је проценити ризик од настанка постоперативног повраћања, на основу кога се затим одређује да ли је потребно применити антиеметике профилактички, и ако је потребно, који антиеметик треба изабрати.
Мере које могу смањити учесталост постоперативног повраћања су: 
- коришћење локалне или регионалне анестезије уместо опште,
- коришћење пропофола за увођење пацијента у анестезију (смањује учесталост повраћања за 30%).
- примен ондансетрон, дексаметазон и дроперидола који су подједнако ефикасни: смањују ризик од повраћања за 25%. Ефекат ових лекова је адитиван, пошто делују преко различитих врста рецептора.

Код пацијената са посебно високим ризиком од постоперативног повраћања примењују се:
- дугоделујући антиеметици, као што су трансдермални скополамин или палоносетрон,
- комбинација два антиеметика.

У случају да је пацијент примио антиеметик профилактички, а и поред тога дође до повраћања, треба применити антиеметик из друге групе у односу на ону коју је већ примио, односно онај који делује преко друге врсте рецептора.